# 愛の迷路
「愛の迷路」（あいのめいろ）は、1984年3月21日に発売されたチューリップの通算25枚目のシングル。

## 解説
発売前の2月から始まったJAL PAK '84キャンペーンのイメージソングで、1月に既に発売されていたアルバム『I dream』からリカットされた。ただし、リカットされた時は既にCMの放送が終わっており、ヒットには結び付かなかった。
航空会社のキャンペーンソングということもあり、「Fly」「Sky」「飛ぶのだろう」「大きな空だから」など、空を意識した歌詞が用いられている。
財津和夫は後年、この頃に漂っていたバンド内の不協和音を感じ取っており、タイトルの中に「迷路」という単語が入ったのもそこからではないかと回顧している。
財津のハイトーンボイスが聴き所の曲だが、この年の秋から始まったツアー（Live act TULIP 「Out of Our Time」）の模様を放映したテレビ番組「チューリップ1985」では、安部俊幸のギターをフィーチャーした演出の映像が用いられた。同年の芦ノ湖でのライブ（Live act TULIP TULIP LAND in 芦ノ湖 8・11パゴダ）でも披露されており、映像も残されている。
ジャケット写真は、表面がアルバム「I dream」と同じショットで、裏面は別ショットである。
このシングルを最後に、1972年のデビュー以来12年在籍した東芝EMI（EXPRESS）レーベルを離れ、プロデューサーの新田和長が設立したファンハウスへ移籍した。

## 曲目
全曲作詞：財津和夫　編曲：チューリップ
1. 愛の迷路
  - 作曲：財津和夫
2. この小さな掌 ～詩歩子へ～（ライヴ・ヴァージョン）
  - 作曲：姫野達也
  - 財津は当時、事あるごとに姫野の長女の可愛らしさを口にしており、この詞も彼女へ送ったものである。このシングル盤で収録されているのは、発売前年から行われていたツアー（Live act TULIP「I dream TULIP Concert Tour All Over Japan 1983 Into 1984」）での演奏を収録したもので、オリジナルバージョンはアルバム「I dream」に収録されている。